# تیماوا، استان پومرانیان
تیماوا، استان پومرانیان (به لاتین: Tymawa, Pomeranian Voivodeship) یک منطقهٔ مسکونی در لهستان است که در Gmina Gniew واقع شده‌است.